# Korňa
Korňa (in ungherese Kornyavölgy) è un comune della Slovacchia facente parte del distretto di Čadca, nella regione di Žilina.
Il villaggio fu citato per la prima volta in un documento storico nel 1954.